# Wilhelm Christoph Diede zum Fürstenstein
Wilhelm Christoph Diede zum Fürstenstein (* 31. Januar 1732 in Madelungen; † 1. Dezember 1807 in Hannover) war ein dänischer Diplomat.

## Leben

### Familie
Wilhelm Christoph Diede zum Fürstenstein entstammte einer alten nordhessischen adeligen Familie, die sich nach der Burg Fürstenstein bei Eschwege an der Werra benannte. Er war der Sohn des Eisenacher Schlosshauptmanns Hans Eitel Diede zum Fürstenstein (* 7. Februar 1697; † 20. September 1748), späterer Burggraf von Friedberg (1745–1748) und hessen-kasselischer Geheimer Rat und Oberamtmann des Fürstentums Hersfeld, und dessen Ehefrau Euphrosine Susanne, Tochter des kaiserlichen Obersten auf Burg Hoheneybach, Christoph Ferdinand Freiherr von Degenfeld (1677–1733).
Nach dem Tod seines Onkels Johann Friedrich Diede zum Fürstenstein war Wilhelm Christoph der einzige noch lebende männliche Namensträger seiner Familie und somit auch alleiniger Besitzer der zahlreichen Güter. Um den Fortbestand seines Geschlechts zu sichern, begab er sich, auf Anraten seiner Mutter sowie des britischen Königspaars Georg III. und der Königin Charlotte, auf Brautschau. Er reiste unter anderem auch zur gräflichen Callenbergischen Familie nach Muskau und heiratete am 10. Januar 1772 die Reichsgräfin Ursula Margaretha Constantia Louisa von Callenberg (* 25. August 1752 auf Schloss Muskau, Oberlausitz; † 29. August 1803 in der Villa Rezzonico bei Bassano del Grappa, Italien). Gemeinsam hatten sie drei Töchter:
- Charlotte Diede zum Fürstenstein (* 3. März 1773 in London; † 30. Mai 1846 in Seeburg bei Kiel) ⚭ Graf Christian Detlev Karl zu Rantzau (1772–1812), Kurator der Universität Kiel;
- Henriette Diede zum Fürstenstein (* 1774; † 1789);
- Luise Diede zum Fürstenstein (* 1778; † 1857) ⚭ Georg Löw von und zu Steinfurth (1750–1811);

das Paar rief 1873 mit 17.000 Gulden die Freiherr von Löw’sche Stiftung ins Leben, dass Kinder und Hilfsbedürftige der Gemeinde Langenhain-Ziegenberg unterstützte; die Stiftung wird heute von der hessischen Genossenschaft des Johanniterordens verwaltet.
Die Töchter wurden durch den späteren Superintendenten Karl Christian Daniel Baurschmidt erzogen.
Über seine Freundschaft mit dem weimarischen Fürstenhaus verfolgte Wilhelm Christoph die Absicht, Madelungen aus einem Mannlehen in ein Erblehen umzuwandeln. Herzog Carl August von Sachsen-Weimar-Eisenach war allerdings der Meinung, dass eine derartige Lehnsänderung mit Rücksicht auf die Kleinheit seines Landes nicht zu verantworten war, erklärte sich jedoch bereit, falls Wilhelm Christoph zuerst versterben sollte, seiner Gattin und den Töchtern das Lehen auf Lebenszeit zu überlassen. Am 6. November 1782 wurde ein entsprechendes Versicherungsdekret auf der fürstlichen Kanzlei in Eisenach hinterlegt.
Der Leichnam von Wilhelm Christoph wurde in der Kirche St. Trinitatis in Madelungen bestattet.
Nach dem Tod von Wilhelm Christoph wurde ein Zweig des französischen Adelsgeschlechts Le Camus daraufhin vom jüngsten Bruder Napoléons, dem Westphälischen König Jérôme Bonaparte am 24. Dezember 1807 mit der Burg Fürstenstein belehnt und am 17. April 1812 als Fürstenstein in den Grafenstand erhoben. Das Diplom mit der Bestätigung der Belehnung und des Wappens wurde am 12. Juli 1813 ausgefertigt für Pierre Alexandre le Camus, königlich-westphälischer Staatsrat und Minister-Staatssekretär des Auswärtigen. Die preußische Anerkennung und Bestätigung des Grafenstandes nebst Wappenbesserung erfolgte am 30. April 1864 durch die preußische Regierung in Berlin.
Nach der Rückkehr des Kurfürsten Wilhelm I. von Hessen, zog dieser allerdings Fürstenstein als erledigtes Lehen ein; es wurde Domäne, und das Schloss Ziegenberg fiel als Fideikommiss an die Töchter von Wilhelm Christoph und ihre Erben. Das Gut Wellingerode fiel an Pierre Simon Meyronnet und nach dessen Tod 1812 und dem Ende des Königreichs Westphalen ging es 1813 als Staatsdomäne an das Kurfürstentum Hessen zurück.

### Ausbildung
Christoph Wilhelm wurde durch zwei Hofmeister erzogen, besuchte von 1745 bis 1747 das Karolineum in Braunschweig und studierte anfangs an der Universität Göttingen und später an der Universität Marburg. Nach seinem Studium war er für kurze Zeit als Praktikant am Reichskammergericht in Wetzlar tätig.

### Werdegang
1752 erfolgte seine Ernennung zum Kammerjunker durch Landgraf Ludwig VIII. von Hessen-Darmstadt. Bevor er jedoch seinen Dienst antrat, unternahm er eine längere Reise an verschiedene deutsche Fürstenhöfe, die er in Regensburg abschloss. Nach einem längeren Aufenthalt am Wiener Hof unternahm er eine zweite Reise nach Venedig, Rom, Neapel, Florenz, Genua und Mailand. Von dort reiste er nach Paris weiter, wo er dem französischen König Ludwig XV. vorgestellt wurde, und reiste anschließend über Brüssel und Haag nach London weiter. Nach Beendigung dieser Reisen nahm er im April 1755 seinen Dienst als Kammerjunker auf, allerdings fühlte er sich in dieser Aufgabe unterfordert und sah sich nach einer anderen Beschäftigung um.
Bei seinem Onkel Karl Philipp Diede zum Fürstenstein (1695–1769) in Hannover lernte er den dänischen Gesandten Graf von Rantzau kennen, der ihm eine Kammerherrnstelle in Kopenhagen in Aussicht stellte. Seinem Abschiedsgesuch vom 27. Februar 1759 wurde stattgegeben und er trat am 9. April 1760 sein neues Amt in Kopenhagen an. König Friedrich V. von Dänemark und Norwegen übergab ihm eigenhändig die Kammerherrnschlüssel. Mit seiner neuen Stellung war der militärische Rang eines Generalmajors verbunden sowie die Erlaubnis, an der königlichen Tafel speisen zu dürfen.
Am 6. Mai 1763 wurde er zum Gesandten in Preußen ernannt und nach Berlin an den Hof Friedrich des Großen entsandt. Drei Jahre später wurde er nach London entsandt; beim Abschiedsbesuch bei Friedrich dem Großen versicherte ihm dieser, dass er ihn nur ungern gehen lasse und beschenkte ihn mit einem Tafelservice aus seiner Porzellanfabrik. Am 1. Juli 1766 trat Wilhelm Christoph Diede zum Fürstenstein seine Stellung als Gesandter am englischen Hof in London an.
1772 kam es in Dänemark nach der Festnahme des faktischen Regenten Johann Friedrich Struensee zu einem politischen Umsturz, der auch außenpolitische Auswirkungen hatte. Wilhelm Christoph befand sich zu diesem Zeitpunkt, nach der gerade erfolgten Vermählung, gemeinsam mit seiner Ehefrau auf der Rückreise nach London und traf dort am 4. März 1772 ein. Die neue politische Situation führte zu einem angespannten Verhältnis zwischen Dänemark und Großbritannien, konnte jedoch zur Zufriedenheit beider Höfe beigelegt werden.
Während eines Urlaubsaufenthaltes erhielt er im August 1774 seine Rückberufung nach Kopenhagen, weil sich die Beziehungen zu England erneut verschlechtert hatten. Er wurde darauf als Vermittler nach London entsandt und hierzu zum Geheimrat ernannt; kurz zuvor hatte er die dänische Staatsbürgerschaft erworben, weil kein Fremder in dänische Dienste genommen werden durfte. Aufgrund der Unzufriedenheit Kopenhagens mit seinen Vermittlungsbemühungen erhielt er kurz darauf seinen Abschied.
Er wählte Schloss Ziegenberg bei Butzbach, das seit 1557 im Besitz der Familie war, als ständigen Wohnsitz und ließ die mittelalterliche Burg zum Schloss im Stile des frühen Klassizismus ausbauen; er ließ sich von Johann Wolfgang von Goethe beraten, wie sein Schlosspark im Sinne der Verschmelzung von Kunst und Natur zu gestalten sei, so wurden Baumgruppen, Alleen, steinerne Ruhebänke, Wasserspiele und Monumente nach künstlerischen Gesichtspunkten angelegt. Daneben hielt er sich auch zu längeren Aufenthalten in Madelungen auf; von hier aus unterhielt er Kontakte zum Kanzler Johann Ludwig von Mauchenheim gen. Bechtolsheim (1739–1806) in Eisenach, bei dem er verschiedentlich zu Gast war.
Sein Vater hatte die Speteschen Lehengüter in Frielingen erworben, mit diesen wurde Wilhelm Christoph Diede zum Fürstenstein 1787 belehnt.
Mit Wirkung vom 1. April 1793 war er Gesandter des Herzogtums Holstein beim Immerwährenden Reichstag in Regensburg.
Er war sowohl mit Johann Wolfgang von Goethe, Friedrich Schiller, Johann Gottfried Herder als auch mit Christoph Martin Wieland freundschaftlich verbunden. Am 27. Oktober 1800 war er mit seiner Ehefrau, Johann Wolfgang von Goethe, Johann Gottfried Herder und Friedrich Schiller im kleinsten Kreis bei der Herzoginmutter Anna Amalia von Braunschweig-Wolfenbüttel zur Tafel geladen.
Am 6. August 1804 erfolgte seine Ernennung zum Königlich Dänischen Geheimen Konferenzminister.
Als er verstarb, war er Burgmann bei der Burg Friedberg, Erb-, Lehn- und Gerichtsherr zu Madelungen, Fürstenstein, Albungen, Hitzelrode, Niederhone, Niddawitzhausen, Wellingerode, Frielingen, Immichenhain, Völkershof bei Immichenhain, Ziegenberg, Langenhain und Bockstedt.

### Reisen
Vom 3. November 1782 bis 30. August 1784 reiste er mit seiner Ehefrau über Wien, wo er den Kaiser Joseph II. traf, weiter nach Neapel und war dort mehrmals Gast am Königshof von Ferdinand I. von Sizilien. Während eines Aufenthaltes in Rom wurde er auch vom Papst Pius VI. empfangen.
Er reiste auch mehrmals nach Paris und wurde dort 1789 von der Französischen Revolution überrascht.
Am 9. Oktober 1790 nahm er an der Krönung Kaiser Leopolds II. in Frankfurt am Main teil.

## Auszeichnungen
- Ritter des Königlich Dänischen Elefantenordens;
- Ritter des Danebrogordens;
- Kommandeur des Kaiserlichen St. Josephorden.